# Рехон Учин, Алехандро
Вильберт Алехандро Рехон Учин (исп. Wilberth Alejandro Rejón Huchin; 18 мая 1997 года, Мерида, Юкатан) — мексиканский поэт, культурный менеджер и журналист. Директор-основатель Международного фестиваля поэзии Tecoh, Юкатан. часть его работ переведена на арабский, итальянский, румынский, греческий, французский, каталонский и бенгальский языки.

## Биография
Директор литературного журнала Marcapiel, он был участником культурного фестиваля Interface в Мериде в 2016 году. Он публиковался в нескольких национальных и международных журналах и антологиях, таких как: поэты морей (Испания, 2019), поэты в космосе (Правительство Толуки, 2018), Memória 15 Международного фестиваля поэзии в Кецальтенанго (редакция Metáfora, Гватемала, 2019 г.) и Fragua de preces (редакция Aliciosultural, Испания, 2020 г.). Он участвовал в нескольких литературных мероприятиях в Гватемале и на Кубе как представитель своей страны. В марте 2019 года он организовал и руководил Первой международной встречей по литературе и образованию на Международной ярмарке чтения в Юкатане. В сентябре того же года он был создателем и директором Международного фестиваля поэзии Текоха, Юкатан, Мексика, в котором приняли участие поэты из Мексики, Аргентины, США, Кубы, Гватемалы и Колумбии. Он является автором культурных[неизвестный термин] статей в нескольких газетах, таких как La Revista Peninsular, Senderos del Mayab и La Verdad. Как антолог, он редактировал антологию современной поэзии Юкатана для мексиканского журнала Círculo de Poesía. Он получил несколько наград за свою работу в сфере управления культурой и в литературной среде, таких как выдающийся гость в городе Толука, Мексика, и Международная поэтическая премия Гарольда фон Иора.

## Опубликованные книги
Курс вырезного портрета, Аргентина, издательство Buenos Aires Poetry, 2019.
Разбитая вода снов, США, передовая статья Primigenios, 2020.
Thirst Lightning, Чили, передовая статья Андесграунда, 2020.